# Vanity/Nemesis
Vanity/Nemesis – czwarty album studyjny szwajcarskiego zespołu metalowego Celtic Frost wydany 11 kwietnia 1990 roku.

## Lista utworów
1. "The Heart Beneath" - 3:50
2. "Wine in My Hand (Third from the Sun)" - 3:29
3. "Wings of Solitude" - 4:36
4. "The Name of My Bride" - 4:32
5. "This Island Earth" (Bryan Ferry cover) - 5:50
6. "The Restless Seas" - 4:41
7. "Phallic Tantrum" - 3:29
8. "A Kiss or a Whisper" - 3:05
9. "Vanity" - 4:26
10. "Nemesis" - 7:49